# Centrum-Warenhaus am Ostbahnhof
Das ehemalige Centrum-Warenhaus am Ostbahnhof ist eine Gewerbeimmobilie in der Koppenstraße 8 in Berlin-Friedrichshain, die 1979 als Warenhaus der Centrum-Handelskette in unmittelbarer Nachbarschaft zum Ostbahnhof erbaut wurde. Das Gebäude war bis 1990 das modernste Warenhaus der DDR. Das österreichische Immobilien- und Handelsunternehmen Signa kaufte 2017 die Immobilie und ließ sie in ein Bürogebäude umbauen. Heute gehört das Gebäude der DWS Group; Hauptmieter ist der Konzern Zalando. 

## Geschichte

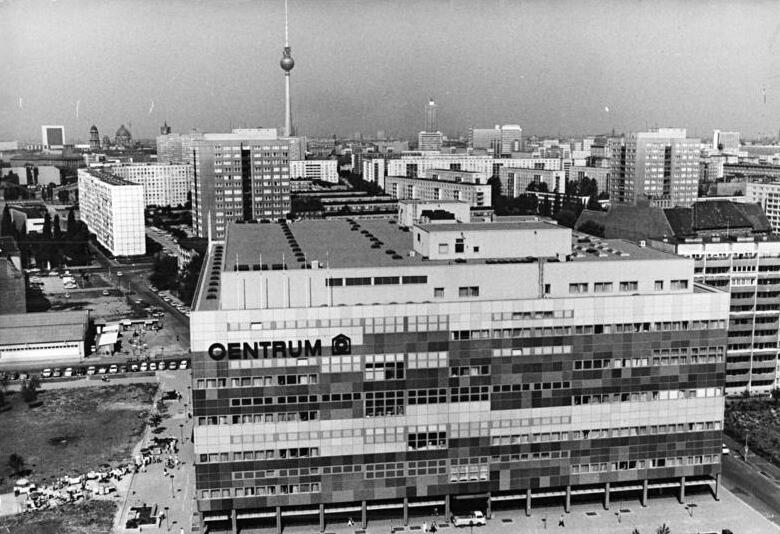
Centrum-Warenhaus am Ostbahnhof (1981)

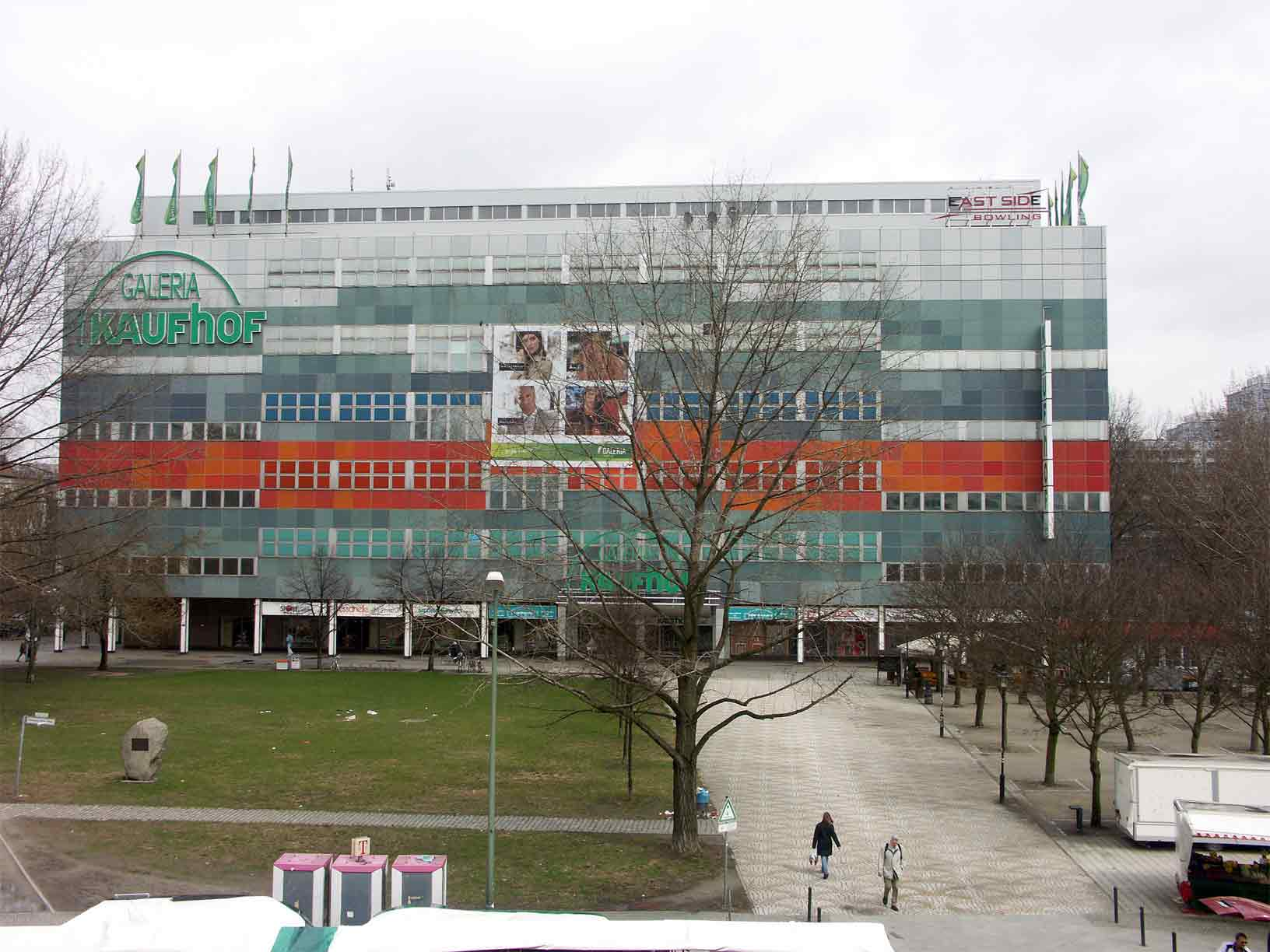
Warenhaus Berlin Ostbahnhof, genutzt von Galeria Kaufhof (2006)

Das Centrum-Kaufhaus am Ostbahnhof wurde ab 1977 von dem schwedischen Architektur- und Baubüro Svenska Industribyggen AB, SIAB Stockholm erbaut. Es bestand aus mehreren baulich und farblich abgesetzten Komplexen; markant war seine wabenartig mit Aluminiumelementen verzierte Fassade.  Es wurde am 26. September 1979 eröffnet.
Das Gebäude ging nach der Abwicklung der Centrum-Warenhauskette 1990 zunächst an das Unternehmen Hertie, das es 1991 wiedereröffnete. In der oberen Etage eröffnete Anfang der 1990er-Jahre eine Abteilung der Musikhandelskette WOM. 1993 ging es in das Eigentum der Kette Galeria Kaufhof über. Es wurde mehrfach im Inneren umgestaltet, aber durchgehend als Kaufhaus genutzt. 2017 schloss das Kaufhaus wegen fehlender Nachfrage und wirtschaftlicher Probleme.

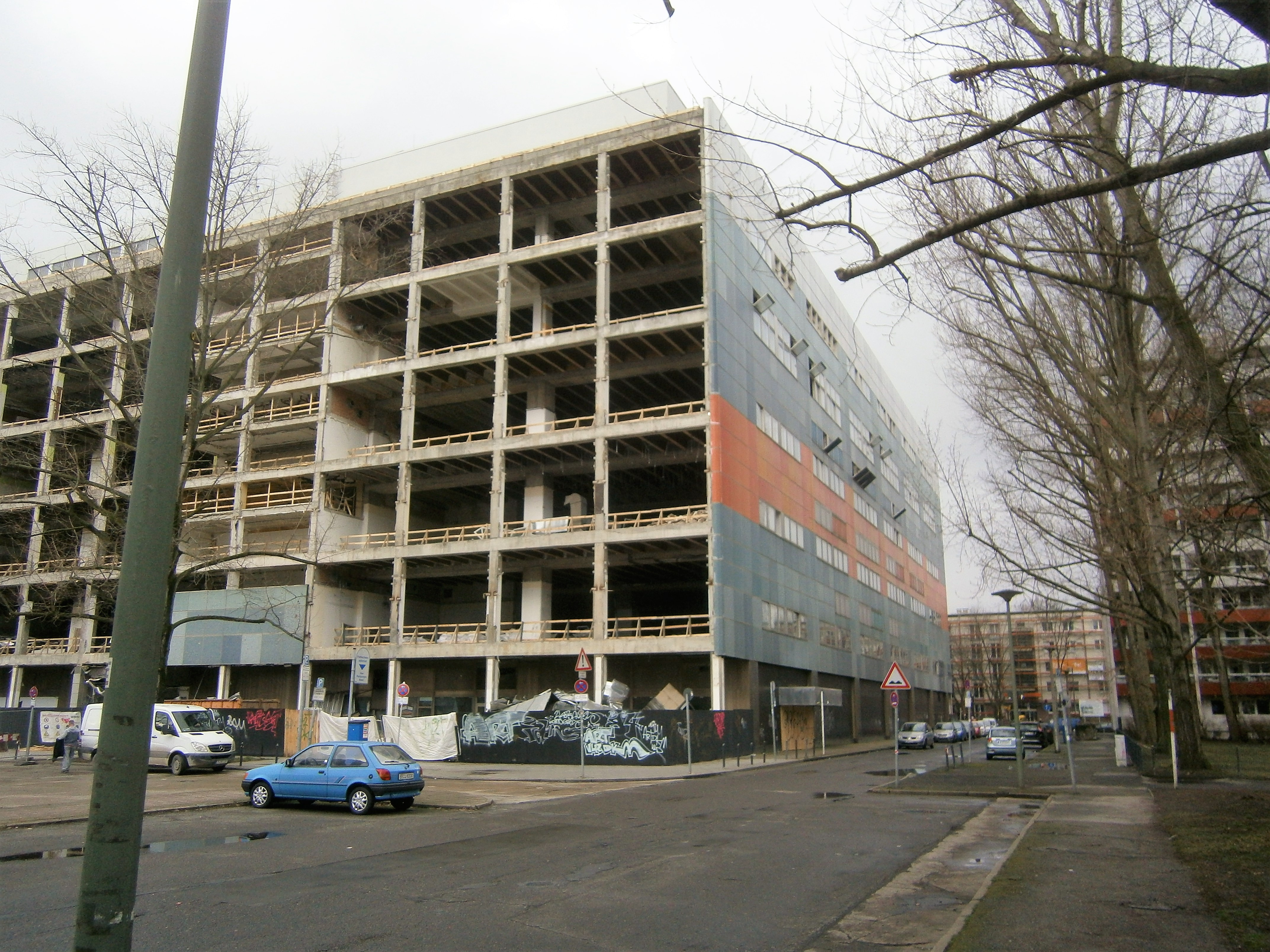
Entkernung des Gebäudes (2018)

Der österreichische Signa-Konzern kaufte die Immobilie und plante nach einem Entwurf des Architektenbüros Jasper Architects einen Totalumbau. Bei dem rund 100 Millionen Euro teuren Projekt wurde das Gebäude komplett entkernt, der Gebäudekörper an allen vier Seiten eingeschnitten und um zwei Geschosse ergänzt. Die geschlossene Fassade wurde durch eine Glasfassade ersetzt. Die Fassadengestaltung lehnt sich an den Originalzustand an, wurde aber offener gegliedert und die markanten bunten Querstreifen wichen hellgrauen Aluminiumelementen.
Der neue Komplex erhielt die Bezeichnung Up! Berlin und wurde im März 2021 an den neuen Hauptnutzer Zalando übergeben. Es sind Arbeitsplätze für rund 2500 Mitarbeiter entstanden. Auf dem Dach wurde eine nutzbare Terrasse eingerichtet, im Erdgeschossbereich sollen Gaststätten und Läden einziehen.